# Un disco per l'estate 1987
L'edizione 1987 di Un disco per l'estate, ribattezzata Saint Vincent Estate '87, fu organizzata da Marco Ravera, figlio dello storico organizzatore Gianni, scomparso l'anno prima a pochi giorni dall'inizio della kermesse.
La gara, sostenuta da Rai Stereo Due che ne diffuse le canzoni finaliste in gara nelle settimane precedenti, fu incentrata sugli album pubblicati dai partecipanti per quella stagione: gli artisti, infatti, nelle prime due serate, presentarono altre canzoni contenute nei loro dischi, per poi sommare i voti ottenuti con quelli della serata finale, dedicata al brano principale, che per alcuni era anche il singolo; in totale, ogni cantante presentò tre canzoni diverse.
A condurre fu chiamato Carlo Massarini, affiancato nell'ultima serata da Loretta Goggi. Nel corso delle serate parteciparono i fumettisti satirici Disegni & Caviglia, i quali, nella serata finale, disegnarono una storia in chiave black humor, dove si raccontava di un misterioso assassino che uccideva tutti i partecipanti in gara, che poi si scopriva essere lo stesso Massarini.
Durante lo svolgimento delle serate furono lanciati dei collegamenti con i concerti di tre grandi big internazionali, quali Prince, David Bowie e Frank Sinatra che si stavano svolgendo in contemporanea.

## Elenco dei partecipanti[2]

### Big
(elenco parziale delle canzoni presentate, di cui la prima è stato l'estratto principale)
- Luca Barbarossa: (1º classificato) Roberto - Smetterà di piovere - da "Come dentro un film"
- Pierangelo Bertoli: Così diversa - Casual Soppiat Swing - Mamma Lisa - da "Canzone d'autore"
- Nino Buonocore: Se fossi in te - Boulevard - Tieni il tempo - da "Una città tra le mani"
- Mario Castelnuovo: Nobildonna - da "Venere"
- Toto Cutugno: Napoli - Mediterraneo - da "Mediterraneo"
- Denovo: Non c'è nessuno - Come together - da "Persuasione"
- Grazia Di Michele: Sha la la - da "Le ragazze di Gauguin"
- Eugenio Finardi: Dolce Italia - da "Dolce Italia"
- Alberto Fortis: Qui la luna - da "Assolutamente tuo"
- Dori Ghezzi: Velluti e carte vetrate - Cercarti - Vanità - da "Velluti e carte vetrate"
- Enzo Jannacci: Due gelati - Amapola - da Parlare con i limoni
- Fausto Leali: Notte d'amore - A chi - da ""Io amo" e gli altri successi"
- Mimmo Locasciulli: Clandestina - Questa illogica follia - da "Clandestina"
- Mango: Bella d'estate - da "Adesso"
- Amedeo Minghi: Serenata - Anni 60 - Nell'inverno - da "Serenata"[3]
- Premiata Forneria Marconi: Un amore vero - da "Miss Bakèr"
- Ricchi e Poveri: Cocco bello Africa - Lascia libero il cielo - C'è che luna c'è che mare - da "Pubblicità"
- Giuni Russo: Adrenalina (con Rettore) - I giardini di Eros - da "Album"
- Gianni Togni: Sono con te - da "Di questi tempi"
- Mino Reitano: Questo uomo ti ama - Quel che mi ha dato la vita da "Questo uomo ti ama"

### Giovani
- Aleandro Baldi: La curva dei sorrisi
- Blossom Child
- Bugatti
- Casablanca
- Jo Chiarello: Ma che bella storia d'amore
- Fabio De Rossi: Canzone per Martina
- Dario Gai: Melodrammatico
- Kono [voce solista Armando Mango]: Nell'intimo
- Laura Landi: Liquida
- Lijao: Amore intensità
- Miani: Nuove frontiere
- Giovanni Nuti: Non si può
- Claudio Patti: Peccato
- Marcello Pieri: Vieni via con me

### Ospiti italiani
- Edoardo Bennato
- Pino Daniele
- Teresa De Sio
- Milva
- Gianni Morandi
- Vasco Rossi

### Ospiti stranieri
- Erasure
- Boy George : Keep in My Mind
- Den Harrow
- Nick Kamen
- Marillion
- Cock Robin
- Swing Out Sister
- Jody Watley